# Sindromul China
Sindromul China (engleză: The China Syndrome) se referă la posibilitatea ca, în cazul unui accident la o centrală nucleară, miezul supraîncălzit al reactorului să topească podeaua betonată și să avanseze către centrul Pământului, ajungând până la urmă în China[nefuncțională]
. Expresia a fost introdusă în 1971 de fizicianul Ralph Lapp, în urma analizării posibilelor consecințe ale defectării sistemului de răcire al reactorilor nucleari.
În 1979 a fost făcut filmul The China Syndrome, care se referă la acest pericol ipotetic. Filmul îi are pe actorii Jack Lemmon, Jane Fonda, Michael Douglas și Wilford Brimley. A devenit faimos în urma accidentului nuclear de la Three Mile Island, având loc la doar câteva zile după premiera filmului.